# Liste österreichischer bildender Künstler
In dieser Liste sind bildende Künstler versammelt, die in Österreich gelebt haben, leben oder hauptsächlich wirkten bzw. wirken. Neue Einträge bitte mit Lebensjahren und Hauptarbeitsfeld (Maler, Bildhauer, Medienkünstler etc.).

## A
- Josef Abel, Maler, 1764–1818
- Kurt Absolon, Zeichner und Aquarellist, 1925–1958
- Edmund Adler, Maler, 1876–1965
- Jakob Adlhart, Bildhauer, 1898–1985
- Friedrich Aduatz, Maler und Grafiker, 1907–1994
- Richard Agreiter, Bildhauer, * 1941
- Karl Agricola, Miniaturmaler und Kupferstecher, 1779–1852
- Fritz Aigner, Maler, 1930–2005
- Paul Florian Aigner, Bildhauer, Objektkünstler, 1972
- Joseph Matthäus Aigner, Maler, 1818–1886
- Bernhard Albrecht, Maler, 1758–1822
- Oskar Alexander, Maler, 1879–1953
- Fritz L’Allemand, Maler, 1812–1866
- Siegmund L’Allemand, Maler, 1840–1910
- Jakob Alt, Maler und Lithograf, 1789–1872
- Rudolf von Alt, Maler, 1812–1905
- Beni Altmüller, Maler, Designer und Architekt, Objektkünstler, Performer, * 1952
- Bartolomeo Altomonte, Maler, 1694–1783
- Martino Altomonte, Maler, 1657–1745
- Friedrich von Amerling, Maler, 1803–1887
- Robin Christian Andersen, Maler, 1890–1969
- Irene Andessner, bildende Künstlerin, * 1954
- Iris Andraschek-Holzer, Malerin und Grafikerin, * 1963
- Hans Andre, Maler und Bildhauer, 1902–1991
- Ferdinand Andri, Maler, 1871–1956
- Heinrich von Angeli, Porträtmaler, 1840–1925
- Heinz Anger, Maler, * 1941
- Johannes Angerbauer-Goldhoff, bildender Künstler, Bildhauer, Designer, Objektkünstler, * 1958
- Siegfried Anzinger, * 1953
- Siegrun Appelt, Foto- und Medienkünstlerin, * 1965
- Aramis, Maler, Künstler und Autor, 1950–2010
- Hubert Aratym, Maler, Bildhauer, Bühnenbildner, 1926–2000
- Josef Arbesser von Rastburg, Landschafts- und Architekturmaler, 1850–1928
- Alois Arnegger, Maler, 1879–1963
- Alwin Arnegger, Maler, 1883–1916
- Josef Arnold der Ältere, Freskenmaler im Nazarenerstil 1788–1879
- Josef Arnold der Jüngere, Maler in der Biedermeier-Zeit 1823–1862
- Ruedi Arnold, Bildhauer, 1945–2014
- Maria Viktoria von Attems, Malerin, Zeichnerin, Illustratorin und Designerin, 1899–1983
- Christian Ludwig Attersee, Maler, * 1940
- Josef Maria Auchentaller, Maler, Zeichner und Grafiker, 1865–1949
- Johann Gottfried Auerbach, Maler, 1697–1753
- Marie von Augustin, Malerin und Schriftstellerin, 1806–1886
- Werner Augustiner, Maler und Graphiker, 1922–1986
- Jörg Auzinger, Medienkünstler, * 1972
- Annemarie Avramidis, Bildhauerin und Dichterin, 1939–2013
- Joannis Avramidis, Bildhauer, 1922–2016
- Julia Avramidis, Malerin, * 1969
- Ferdinand Axmann, Historienmaler, 1838–1910

## B
- Oswald Baer, Maler, 1906–1941
- Franziska Baernreither, Malerin und Schriftstellerin, 1857–1927
- Peter Baldinger, Maler und bildender Künstler, * 1958
- Ernst Balluf, Maler und Grafiker, 1921–2008
- Franz Barbarini, Landschaftsmaler, Stecher und Radierer, 1804–1873
- Franz Barwig der Ältere, Bildhauer, 1868–1931
- Franz Barwig der Jüngere, Bildhauer, 1903–1985
- Alfred Basel, Maler, 1876–1920
- Günther Baszel, Maler, Bildhauer, Kunstgewerbler, 1902–1973
- Anton Batsche, Graveur, 1826–1897
- Hermann Bauch, Maler, 1929–2006
- Johann Wolfgang Baumgartner, Maler, 1702–1761
- Maria Baumgartner, Keramikerin, * 1952
- Gustav Kurt Beck, Maler, 1902–1983
- Antonio Beduzzi, Dekorationsmaler, 1675–1735
- Luise Begas-Parmentier, Architektur- und Landschaftsmalerin, 1843–1920
- Alexander Ritter von Bensa, Maler, 1820–1902
- Hubert Berchtold, Maler und Grafiker, 1922–1983
- Matthias Bechtold, Bildhauer, 1886–1940
- Werner Berg, Maler, 1904–1981
- Julius Victor Berger, Maler, 1850–1902
- Johann Baptist Wenzel Bergl, Maler, 1718–1789
- Wilhelm Bernatzik, Maler, 1853–1906
- Joseph Berres, Edler von Perez, Maler, 1821–1912
- Renate Bertlmann, Objektkünstlerin, Malerin und Fotografin, * 1943
- Wander Bertoni, Bildhauer, 1925–2019
- Otto Bestereimer, Maler, 1900–1967
- Margret Bilger, Grafikerin, Malerin, 1904–1971
- Maria Biljan-Bilger Bildhauerin und Künstlerin der angewandten Kunst für Keramik und Textiles, 1912–1997
- Franz Bilko, Maler, Zeichner und Gebrauchsgrafiker, 1894–1968
- Albert Birkle, Maler und Zeichner, 1900–1986
- Harald Birklhuber, Maler, * 1961
- Uriel Birnbaum, Maler, Karikaturist, Schriftsteller und Dichter, 1894–1956
- Alexander Bisenz, Kabarettist und Maler, 1962–2021
- Eduard Bitterlich, Bildhauer und Maler, 1833–1872
- Roswitha Bitterlich, Malerin, Grafikerin und Dichterin, 1920–2015
- Eugen von Blaas, Maler, 1843–1932
- Karl von Blaas, Maler, 1815–1894
- Adolf Blaim, Maler, Illustrator, 1942–2004
- Tina Blau, Malerin, 1845–1916
- Franz Blauensteiner, Maler, 1896–1939
- Leopold Blauensteiner, Maler, 1880–1947
- Tassilo Blittersdorff, Konzept- und Fotokünstler und Maler, * 1946
- Carl Bobies, Landschaftsmaler, 1865–1897
- Josef Bock, Bildhauer, 1883–1966
- Manfred Bockelmann, Maler und Fotograf, * 1943
- Hans Bocksberger der Ältere, Maler, 1510–1561
- Kurt Bodlak, Medailleur, 1924–2017
- Herbert Boeckl, Maler, 1894–1966
- Adolf Michael Boehm, Maler und Grafiker, 1861–1927
- Joseph Boehm, Medailleur, 1834–1890
- Erwin Bohatsch, Maler, * 1951
- Hans Böhler, Maler und Grafiker, 1884–1961
- Otto Böhler, Scherenschnittkünstler, 1847–1913
- Joseph Daniel Böhm, Bildhauer und Medailleur, 1794–1865
- Peter Ritter von Bohr, Maler, Unternehmer und Geldfälscher, 1773–1847
- Richard Bösch, Maler, * 1942
- Hugo von Bouvard, Maler, 1879–1959
- Sinasi Bozatli, Maler, * 1962
- Josef Bramer, Maler, * 1948
- Herbert Brandl, Maler, 1959–2025
- Klaus Brandner, Maler, Grafiker und Bildhauer, * 1965
- Arik Brauer, Maler, 1929–2021
- Theo Braun, Maler und Grafiker, 1922–2006
- Theodor Breitwieser, Maler, 1847–1930
- Norbertine Bresslern-Roth, Malerin und Grafikerin, 1891–1978
- Carlo Brioschi, Theatermaler, 1826–1895
- Klemens Brosch, Grafiker, 1894–1926
- Ferdinand Brunner, Landschaftsmaler, 1870–1945
- Rudolf Brunngraber, Schriftsteller, Journalist und Maler, 1901–1960
- Arthur Brusenbauch, Maler, 1881–1957
- Günter Brus, Aktionskünstler und Maler, 1938–2024
- Oskar Brüch, Maler, 1869–1943
- Franz Budig, Bildhauer, 1907–1989
- Hermann Burghart, Theatermaler, 1834–1901

## C
- Carl Moritz Cammerloher, Maler, 1882–1945
- Hans Canon, Maler, 1829–1885
- Bertram Castell, Maler, * 1932
- Hugo Charlemont, Maler, 1850–1939
- Siegfried Charoux, Bildhauer und Maler, 1896–1967
- Josef Christian Chistlbauer, Medailleur, 1827–1897[1]
- Heinz Cibulka, Fotograf, * 1943
- Arnold Jacob Clementschitsch, Maler, 1887–1970
- Louise Codecasa, Porträt- und Genremalerin, 1856–1933
- Carl Conti, Kupferstecher, 1741–1795
- Eduard Cramolini, Maler, 1807–1881
- Waltraut Cooper, Lichtkünstlerin, *1937
- Carl Otto Czeschka, Maler, Designer, 1878–1960

## D
- Johann Daffinger, Porzellanmaler, 1748–1796
- Moritz Daffinger, Miniaturenmaler und Bildhauer, 1790–1849
- Mario Dalpra, Maler, Bildhauer, * 1960
- Gunter Damisch, Maler, 1958–2016
- Josef Danhauser, Maler, 1805–1845
- Josef Danilowatz, Maler und Zeichner, 1877–1945
- Cassian Dapoz, Freskenmaler, 1874–1946
- Hugo Darnaut, Landschaftsmaler, 1850–1937
- Franz Defregger, Maler, 1835–1921
- Manfred Deix, Cartoonist, 1949–2016
- Caspar Della, Maler, 1593–1661
- Helmut Ditsch, Maler, * 1962
- Franz Josef Dobiaschofsky, Maler, 1818–1867
- Josef Dobrowsky, Maler, 1889–1964
- Hans Domenig, Bildhauer, 1901–1976
- Max Domenig, Bildhauer, 1886–1952
- Georg Raphael Donner, Bildhauer, 1693–1742
- Johann Baptist Drechsler, Maler, 1756–1811
- Peter Dressler, Fotograf, 1942–2013
- Eduard Adrian Dussek, Maler, 1871–1930

## E
- Karl Eckl, Maler, 1833–1858
- Christian Eder, Maler, *1964
- Otto Eder, Bildhauer, 1924–1982
- Ralf Egger, Maler, 1938–2018
- Albin Egger-Lienz, Maler, 1868–1926
- Marie Egner, Malerin, 1850–1940
- Leo Bernhard Eichhorn, Maler, 1872–1956
- August Eisenmenger, Maler, 1830–1907
- Thomas Ender, Maler, 1793–1875
- Jehudo Epstein, Maler, 1870–1945
- Hans Essinger, Maler, 1900–1977
- Felix Esterl, Maler, 1894–1931
- Valie Export, Medienkünstlerin, * 1940
- Franz Eybl, Maler, 1806–1880

## F
- Rüdiger Fahrner, Maler, 1939–2007
- Heidi Falk-Koller, Malerin, * 1964[2]
- Anton Faistauer, Maler, 1887–1930
- Bernd Fasching, Maler und Bildhauer, * 1955
- Alexander Fasekasch, Maler und Zeichner, * 1966
- Josef Feid, Maler, 1806–1870
- Peter Fendi, Maler und Grafiker, 1796–1842
- Kristian Fenzl, Bildhauer, Maler, Zeichner, Designer und Hochschullehrer, * 1946
- Thomas Feuerstein, Bildhauer, Maler, Medienkünstler, * 1968
- Johann Fischbach, Maler, 1797–1871
- Adolf Fischer, Maler und Illustrator, 1856–1908
- Adolph Johannes Fischer, Kunsthistoriker, Maler, Schriftsteller und Kunstsammler, 1885–1936
- Fritz Willy Fischer, Maler, Journalist, Schriftsteller, Antiquitätenhändler, 1903–1963
- Norbert Fleischmann, Maler, * 1951
- Josef Floch, Maler, 1895–1977
- Paul Flora, Zeichner, Karikaturist, Grafiker und Illustrator, 1922–2009
- Peter Florian, Maler, * 1964
- Gazmend Freitag, 1968
- Günther Frank, * 1936
- Robert Freund, Maler, Grafiker, Glasmaler, Objektkünstler, * 1981
- Padhi Frieberger, Maler, Objektkünstler, Fotokünstler und Jazzmusiker, 1931–2016
- Theodor Friedl, Bildhauer, 1842–1900
- Otto Friedrich, Maler, 1862–1937
- Adolf Frohner, Maler, 1934–2007
- Hans Fronius, Maler, 1903–1988
- Johann Frühwirth, Bildhauer, 1640–1701
- Ernst Fuchs, Maler, 1930–2015
- Hans Fuchs, Maler, 1860–1937
- Heinrich Friedrich Füger, Maler, 1751–1818

## G
- Franz Gaál, Maler, 1891–1956
- Alois Gabl, Maler, 1845–1893
- Bernhard Gal, Medienkünstler, Klangkünstler, * 1971
- Leopold Ganzer, Maler, 1929–2008
- Heinz Gappmayr, Konzeptkünstler, * 1925–2010
- Valentin Gappnigg, Maler, 1661/62–1736
- Hanns Gasser, Bildhauer und Maler, 1817–1868
- Friedrich Gauermann, Maler, 1807–1862
- Franz Gaul, Medailleur, 1802–1874
- Richard Gerstl, Maler, 1883–1908
- Josef Gerstmeyer, Maler, 1801–1870
- Bruno Gironcoli, Bildhauer, 1936–2010
- Roland Goeschl, Bildhauer, 1932–2016
- Herbert Golser, Bildhauer, * 1960
- Franz Grabmayr, Maler, 1927–2015
- Helmuth Gräff, Maler, * 1958
- Franz Graf, Konzeptkünstler, * 1954
- G.R.A.M., Künstlergruppe, gegründet 1987
- Daniel Gran, Maler, 1694–1757
- Birgit Graschopf, 1978
- Josef Maria Grassi, Maler, 1757–1838
- Anton Grath, Bildhauer und Medailleur, 1881–1956
- Norbert Grebmer, Maler, 1929–1983
- Edwin Grienauer, Bildhauer und Medailleur, 1893–1964
- Elias Grießler, Maler, 1622–1682
- Franz Gruber-Gleichenberg, Maler, 1886–1940
- Helmuth Gsöllpointner, Bildhauer, 1933–2025
- Albert Paris Gütersloh, Maler, 1887–1973

## H
- Ernst Haas, Fotograf, 1921–1986
- Franz von Habermann, Maler, 1788–1866
- Alfred Haberpointner, Bildhauer, 1966
- Franz Haider, Bildhauer, 1860–1947
- Hubert Hanghofer, Designer und Bildhauer, *1951
- Anton Hanak, Bildhauer, 1875–1934
- Anton Hansch, Maler, 1813–1876
- Felix Albrecht Harta, Maler, 1884–1967
- Grete Hartmann, Bildhauerin, Medailleurin, 1869–1946 geb. Chrobak[3]
- Grete Hartmann, Illustratorin, Zeichnerin, 1916–1984[4]
- Rudolf Hausner, Maler, 1914–1995
- Karl Hayd, Maler und Grafiker, 1882–1945
- Michael Hedwig, Maler, * 1957
- Joseph Heicke, Maler, 1811–1861
- Adolf Helmberger, Maler, 1885–1967
- Gottfried Helnwein, Maler, * 1948
- Ludwig Hesshaimer, Zeichner und Illustrator, 1872–1956
- Johann Nepomuk Hoechle, Maler, 1790–1835
- Edmund Höd, Landschaftsmaler, ca. 1837–1888
- Albert Hoffmann, Maler, * 1945
- Josef Hoffmann, Designer und Architekt, 1870–1956
- Oskar Höfinger, Bildhauer, 1935–2022
- Rudolf Hoflehner, Bildhauer, Maler und Graphiker, 1916–1995
- Alfred Hofmann, Bildhauer und Medailleur, 1879–1958
- Werner Hofmeister, Konzeptkünstler, * 1951
- Wolfgang Hollegha, Maler, 1929–2023
- Adi Holzer, Maler, Glasmaler, Grafiker, Bildhauer, * 1936
- Edgar Honetschläger, Zeichner, Maler, Filmemacher, *1963
- Joseph Holzer, Maler, 1824–1876
- Armin Horovitz, Maler, 1880–1965
- Franz Horst, Maler, 1862–1950
- Thomas Hörl, Bildhauer, * 1975
- Theodor von Hörmann, Maler, 1840–1895
- Manfred Horvath, Fotograf, * 1962
- Werner Horvath, Maler, * 1949
- Franz Howanietz, Maler, 1897–1972
- Alfred Hrdlicka, Bildhauer, Maler, Zeichner, Graphiker und Bühnengestalter, 1928–2009
- Franz Hubmann, Fotograf, 1914–2007
- Friedensreich Hundertwasser, Maler und Architekt, 1928–2000

## I
- Oskar Icha, Bildhauer, 1886–1945
- Sebastian Isepp, Maler, 1884–1954

## J
- Paul Jaeg, Maler, * 1949
- Othmar Jaindl, Bildhauer, 1911–1982
- Albert Janesch, Maler, 1889–1973
- Georg Janny, Bühnenbild-, Landschafts- und Figurenmaler, 1864–1935
- Franz Jaschke, Maler, 1775–1842
- Franz Jaschke, Maler, 1862–1910
- Heinrich Jauner, Medailleur, 1833–1912
- Eugen Jettel, Maler, 1845–1901
- Georg Jung, Maler, 1899–1957
- Ludwig Heinrich Jungnickel, Maler, 1881–1965
- Martha Jungwirth, Malerin, * 1940
- Birgit Jürgenssen, Malerin und Fotografin, 1949–2004

## K
- Rudolf Kalvach, Grafiker, 1883–1932
- Anton Hans Karlinsky, Maler, 1872–1945
- Angelika Kauffmann, Malerin, 1741–1807
- Manfred Kielnhofer, Bildhauer, * 1967
- Michael Kienzer, Bildhauer, * 1962
- Franz Xaver Kirchebner, Freskenmaler, 1736–1815
- Alexander Kircher, Maler, 1867–1939
- Wilfried Kirschl, Maler, 1930–2010
- Anton Kitzmüller, Maler, * 1966
- Josef Klieber, Bildhauer, 1773–1850
- Erika Giovanna Klien, Malerin, 1900–1957
- Gustav Klimt, Maler, 1862–1918
- Julius Klinger, Grafiker, 1876–1942
- Alfred Klinkan, Maler, 1950–1994
- Hermann Klotz, Bildhauer, 1850–1932
- Johann Knapp, Maler, 1778–1839
- Joseph Anton Koch, Maler, 1768–1839
- Kurt Kocherscheidt, Maler, 1943–1992
- Edelbert Köb, Bildhauer, * 1942
- Alois Köchl, akademischer Maler und Grafiker, * 1951
- Hans Köttenstorfer, Medailleur, 1911–1995
- Kiki Kogelnik, Malerin, 1935–1997
- Leopold Kogler, Maler, * 1952
- Peter Kogler, Grafiker, * 1959
- Oskar Kokoschka, Maler, 1886–1980
- Anton Kolig, Maler und Zeichner, 1886–1950
- Cornelius Kolig, Maler, Bildhauer, Installations- und Objektkünstler, 1942–2022
- Broncia Koller-Pinell, Malerin, 1863–1934
- Zenita Komad, Malerin, * 1980
- Kevin Kopacka, Maler, Regisseur, * 1987
- Franz Kopallik, Maler, 1860–1931
- Alfred Kornberger, Maler und Grafiker, 1933–2002
- Michael Kos, Bildhauer, Maler, Grafiker, Dichter, Schriftsteller, Fotograf, * 1963
- Rudolf Kowarzik, Medailleur, 1871–1940
- Brigitte Kowanz, Installation, Medien- und Lichtkunst, * 1957
- Barbara Krafft, Malerin, 1764–1825
- Johann Peter Krafft, Maler, 1780–1856
- Heinrich Krause, Maler, 1885–1983
- Hermann Kremsmayer, Maler, * 1954
- Josef Kreutzinger, Maler, 1757–1829
- Josef Kriehuber, Lithograf und Maler, 1800–1876
- Franz Krischke, Maler, 1885–1960
- Brendan Kronheim, Maler und Performance-Künstler, * 1970
- Ferdinand Kruis, Maler, 1869–1944
- Alfred Kubin, Maler und Grafiker, 1877–1959
- Sylvia K. Kummer, Malerin; zeitgenössisch, interdisziplinär, * 1959
- Hans Kupelwieser, Bildhauer, * 1950
- Leopold Kupelwieser, Maler, 1796–1862
- Max Kurzweil, Maler, 1867–1916
- Christian Kvasnicka, Maler, * 1953

## L
- Friedrich Lach, Maler und Grafiker 1868–1933
- Ernst Lafite, Maler, 1826–1885
- Johann Baptist von Lampi, Maler, 1751–1830
- Hans Langitz, Karikaturist, 1941–1989
- Roland C. Langitz, Maler und Objektkünstler, 1963–2010
- Maria Lassnig, Malerin, 1919–2014
- Hugo Lederer, Bildhauer, 1871–1940
- Viktor Lederer, Maler, 1935–2017
- Linda Leeb, Bildhauerin, Malerin, * 1940
- Rudolf Leitner-Gründberg, Maler, * 1955
- Ferdinand Lepié, Maler, 1824–1883
- Stanislaus Roman Lewandowski, Bildhauer und Medailleur, 1859–1940[5]
- Ernst Liebenauer, Maler, 1884–1970
- Wilhelm List, Maler und Grafiker, 1864–1918
- Reny Lohner, Malerin und Bühnenbildnerin, 1905–1981
- Ina Loitzl, Videokunst und Textilkunst, * 1972
- Adolf Loos, Architekt, 1870–1933
- Friedrich Loos, Maler, 1797–1890
- Anton Lutz, Maler, 1894–1992

## M
- Sabine Maier, Medienkünstlerin, * 1971
- Hans Makart, Maler, 1840–1884
- Brigitta Malche, Malerin, * 1938
- Franz Markart, Maler, 1892–1971
- Johann Manschgo, Maler, 1800–1867
- Michael Mastrototaro, Medienkünstler, * 1970
- Franz Matsch, Maler und Bildhauer, 1861–1942
- Franz Anton Maulbertsch, Maler, 1724–1796
- Gerry Mayer, Bildhauer, * 1960
- Rudolf Mayer, Medailleur, 1846–1916
- Arthena Maxx alias Michaela Lukmann, Malerin, Stoffmalerin und Designerin, * 1969
- Ludwig Merwart, Maler und Grafiker, 1913–1979
- Franz Xaver Messerschmidt, Bildhauer, 1736–1783
- Wolfgang Mittermayer, Maler, 1911–1969
- Joseph Mösl, Maler und Freskant 1821–1851
- Carl Moll, Maler, 1861–1945
- Heinrich Moor, Maler, 1876–1940
- Inge Morath, Fotografin, 1923–2002
- Nikolaus Moreau, Maler, 1805–1834
- Johann Baptist Moroder-Lusenberg, Bildhauer, 1870–1932
- Josef Moroder-Lusenberg, Maler und Bildhauer, 1846–1939
- Ludwig Moroder, Bildhauer 1879–1953
- Rudolf Moroder Lenèrt, Bildhauer 1877–1914
- Koloman Moser, Maler, Grafiker, Designer, 1868–1918
- Marie-Louise von Motesiczky, Malerin, 1906–1996
- Otto Muehl, Aktionskünstler, 1925–2013
- Gotthard Muhr, Maler, Grafiker, Bildhauer, 1939–2013
- Hans Muhr, Bildhauer, 1934–2022
- Victor Müller, Maler
- Eugenie Breithut-Munk, Malerin, Grafikerin und Ex-Libris-Künstlerin des Jugendstils, 1867–1915

## N
- Johann Michael Neder, Maler, 1807–1882
- Ludwig Neufahrer, Medailleur, um 1500–1563[6][7][8]
- Joseph Nigg, Maler, 1782–1863
- Hermann Nitsch, Aktionskünstler und Maler, * 1938
- Karl Novak, Bildhauer, * 1942

## O
- Oswald Oberhuber, österreichischer Maler, Bildhauer und Grafiker, 1931–2020
- Max Oppenheimer, Maler, 1885–1954
- Günter Orban, bildender Künstler, 1947
- Emil Orlik, Maler und Grafiker, 1870–1932
- Rainer M. Osinger, Künstler, Illustrator, Autor
- Adolf Osterider, Bildender Künstler, 1924–2019
- Maria Anna von Österreich, Genremalerin und Kupferstecherin, 1738–1789

## P
- Michael Pacher, Maler und Bildschnitzer, um 1435–1498
- Franz Xaver Karl Palko, Maler, 1724–1767
- Ferdinand Pamberger, Maler, 1873–1956
- Johann Nepomuk Passini, Maler, 1798–1874
- Sergius Pauser, Maler, 1896–1970
- Clemens von Pausinger, Maler, 1855–1936
- Franz Xaver von Pausinger, Maler, 1839–1915
- Margarete Pausinger, Malerin und Grafikerin, 1880–1956
- Franz Xaver Pawlik, Medailleur, 1865–1906[9]
- Hermann Pedit, Maler und Bildhauer, * 1933
- Elmar Peintner, Maler und Grafiker, * 1954
- Eduard Peithner von Lichtenfels, Maler 1833–1913
- Karl Perl, Bildhauer und Medailleur, 1876–1965
- Olga Perl, Landschaftsmalerin, 1891–1948
- Thomas Pesendorfer, Medailleur, * 1952
- Konrad Petrides, Landschafts- und Bühnenmaler, 1864–1944
- August von Pettenkofen, Maler, 1822–1889
- Anton Petter, Maler, 1781–1858
- Franz Xaver Petter, Maler, 1791–1866
- Theodor Petter, Maler, 1822–1872
- Hubert Pfaffenbichler, Maler und Bildhauer, 1942–2008
- Nikolaus Niki Pfeiffer, Bildhauer und Grafiker, * 1954
- Werner Pfeiler, Briefmarkenkünstler, Designer, Kupferstecher, * 1941[10][11]
- Walter Pichler, Bildhauer, Architekt, Zeichner, Buchgestalter und Objektkünstler, 1936–2012
- Karlheinz Pilcz, Maler und Schriftsteller, * 1940
- Richard Placht, Bildhauer und Medailleur, 1880–1962
- Herbert Ploberger, Maler, Zeichner, Kostüm und Bauten Designer, 1902–1977
- Alexander Pock, Maler, 1871–1950
- Mechthild Podzeit-Lütjen, Schriftstellerin, * 1955[12]
- Franz Pönninger, Bildhauer und Medailleur, 1832–1906
- Martin Polasek, Maler und Grafiker, 1924–2002
- Franz Polansek, Bildhauer, 1930–2012
- Franz Poledne, Maler und Illustrator, 1873–1932
- Hans Polterauer, Zeichner und Objektkünstler, * 1958
- Max von Poosch, Maler, 1872–1968
- Andrea Pozzo, Bildhauer, 1642–1709
- Bernhard Prähauser, Bildhauer, 1921–2016
- Armin Pramstaller, Grafiker und Radierer, 1938–2002
- Willy Puchner, Fotograf und Zeichner, * 1952
- Norbert Pümpel, Maler und Bildhauer, * 1956

## Q
- Martin Ferdinand Quadal, Maler, 1736–1808/1811

## R
- Carl Radnitzky, Medailleur, 1818–1901
- Carl Rahl, Maler, 1812–1865
- Arnulf Rainer, Maler, * 1929
- August von Ramberg, Maler, 1866–1947
- Johann Matthias Ranftl, Maler, 1804–1854
- Josef Rebell, Maler, 1787–1828
- Bianca Regl, Malerin, *1980
- Kurt Regschek, Maler, 1923–2005
- Thomas Reinhold, Maler, * 1953
- Alois Reisacher, Maler, 1817–1890
- Johann Baptist Reiter, Maler, 1813–1890
- Lois Renner, Maler, 1961–2021
- Rudolf Ribarz, Maler, 1848–1904
- Wilhelm Richter, Maler, 1824–1892
- Markus Riebe, Medienkünstler, 1955
- Alois Riedl, Maler, Zeichner, * 1935
- Walter Riemer, Grafiker, 1925–2006[13]
- Franz Ringel, Maler, 1940–2011
- Eduard Ritter, Maler, 1808–1853
- Alfred Roller, Maler, Bühnenbildner, 1864–1935
- Anton Romako, Maler, 1832–1889
- Johann Baptist Roth, Medailleur, 1802–1869[14]
- Alexander Rothaug, Maler und Illustrator, 1870–1946
- Leopold Rothaug, Maler und Bühnenbildner, 1868–1959
- Johann Michael Rottmayr, Maler, 1654–1730
- Robert Roubin, Maler, * 1943
- Oswald Roux, Maler, 1880–1961
- Ludwig Rubelli von Sturmfest, Maler, 1842–1905
- Peter Ruhso, Maler, * 1943
- Franz Rumpler, Maler, 1848–1922
- Leander Russ, Maler, 1809–1864

## S
- Anton Schabel, Medailleur, 1725–1805[15][16]
- August Schaeffer von Wienwald, Maler, 1833–1916
- Johann Nepomuk Schaller, Bildhauer, 1777–1842
- Karl Schallhas, Landschaftsmaler, 1767–1797
- Anton Scharff, Medailleur, 1845–1903
- Hubert Schatz, Maler und Grafiker, 1960–2023
- Florian Schaumberger, Bildhauer, * 1962
- Ferdinand Schebek, Maler, 1875–1949
- Johann Scheffer von Leonhardshoff, Maler, 1795–1822
- Hubert Scheibl, Maler, * 1952
- Michael Scheirl, Maler, * 1953
- Meina Schellander, Konzeptkünstlerin, * 1946
- Alexander Scherban, Maler, 1886–1964
- Rudolf Scherrer, Bildhauer, 1902–1969
- Martina Schettina, Malerin, * 1961
- Leo Scheu, akademischer Maler, Grafiker, Eisläufer, 1886–1958
- Stylianos Schicho, Maler, * 1977
- Egon Schiele, Maler, 1890–1918
- Albert Schindler, Maler, 1805–1861
- Carl Schindler, Maler, 1821–1842
- Emil Jakob Schindler, Maler, 1842–1892
- Markus Schinwald, Bildender Künstler, * 1973
- Johann Josef Schindler, Maler, 1777–1836
- Eva Schlegel, Malerin, * 1960
- Rudolf Schmidt, Bildhauer, 1894–1980
- Karl Camillo Schneider, Maler, 1867–1943
- Michael Schneider, Grafiker, * 1967
- Helmut Schober, Maler, Performancekünstler, * 1947
- Helene Scholz-Zelezny, Bildhauerin und Medailleurin, 1882–1974
- Karl Schönbrunner, Maler, 1832–1877
- Heimo Schrittwieser, Maler, Lehrer, 1928–2006[17]
- Ernst Schrom, Maler, Grafiker, 1902–1969[18]
- Franz Schrotzberg, Maler, 1811–1889
- Carl Schuch, Maler, 1846–1903
- Viktor Schufinsky, Maler, 1876–1947
- Joseph Schuster, Blumenmaler, 1812–1890
- Rudolf Schwaiger, Bildhauer, 1924–1979
- Stefan Schwartz, Bildhauer und Medailleur, 1851–1924
- Harald Schwarz, Videokunst und Maler, *1972
- Ludwig Schwarzer, Maler 1912–1989
- Franz Schwarzinger, Maler und Zeichner, * 1958
- Rudolf Schwarzkogler, Aktionskünstler, 1940–1969
- Heinrich Schwemminger, Maler, 1803–1884
- Johann Schwerdtner, Medailleur, 1834–1920[19]
- Karl Schwerzek, Bildhauer, 1848–1918
- Moritz von Schwind, Maler, 1804–1871
- Josef Seger, Grafiker, 1908–1998[20]
- Jakob Seisenegger, Maler, 1505–1567
- Alexander Silveri, Bildhauer, 1910–1986
- Ernst Skrička, Grafiker, 1946–2020
- Hans Staudacher, Maler, 1923–2021
- Viktor Stauffer, Maler, 1852–1934
- Martin Staufner, Maler und Zeichner, * 1964
- Hugo Steiner-Prag, Illustrator, 1880–1945
- Franz Steinfeld, Maler, 1787–1868
- Adalbert Stifter, Schriftsteller und Maler, 1805–1868
- Emanuel Stöckler, Maler, 1819–1893
- Adolf Stocksmayr, Maler, 1879–1964
- Friedrich Stoll, Maler, 1597–1647
- Inge Stornig, Malerin, *1968
- Ernst Stöhr, Maler, 1860–1917
- Arthur Strasser, Bildhauer, 1854–1927
- Benjamin Strasser, Maler, 1888–1955
- Roland Strasser, Maler, 1892–1974
- Paul Strudel, Bildhauer, 1648–1708
- Lucas Suppin, Maler, 1911–1998
- Eduard Swoboda, Maler, 1814–1902

## T
- Gerold Tagwerker, Installationskünstler, * 1965
- Johann Julian Taupe, Maler, * 1954
- Josef Hermann Tautenhayn, Bildhauer und Medailleur, 1837–1911
- Josef Tautenhayn der Jüngere, Bildhauer und Medailleur, 1868–1962
- Franz Tavella, Bildhauer, 1844–1931
- Mario Terzic, Zeichner, Objektkünstler und Landschaftsdesigner, * 1945
- Richard Teschner, Grafiker und Theatermacher, 1879–1948
- Edgar Tezak, Maler, * 1949
- Helmut Tezak, Fotograf, * 1948
- Sepp Tezak, Maler, Fotograf, * 1923
- Adolf Theer, Maler und Lithograf, 1811–1868
- Albert Theer, Maler und Lithograf, 1815–1902
- Robert Theer, Maler und Lithograf, 1808–1863
- Matthias Rudolf Toma, Maler und Lithograf, 1792–1869
- Hermann Torggler, Maler, 1878–1939
- Josef Trattner, Bildhauer und Konzeptkünstler, * 1955
- Christian Trebinger, Bildhauer, um 1580–ante 1676
- Friedrich Treml, Maler, 1816–1852
- Reinhard Trinkler, Maler, Comiczeichner und Illustrator, * 1987
- Paul Troger, Maler, 1698–1762
- Simon Troger, Elfenbeinschnitzer, 1683–1768
- Ulrike Truger, Bildhauerin, * 1948

## U
- Rudolf Ullik, Arzt und Maler, 1900–1996
- Carl Unger, Maler, 1915–1995
- Franz Sebald Unterberger, Maler, 1706–1776
- Michelangelo Unterberger, Maler, 1695–1758
- Josef August Untersberger, Maler und Bildhauer, 1864–1933
- Erich Unterweger, Bildhauer, 1928–2007

## V
- Markus Vallazza, Grafiker, 1936–2019
- Rudolf Vallazza, Bildhauer, 1888–1951
- Eduard Veith, Landschafts-, Genre- und Porträtmaler, 1858–1925
- Martin Vinazer, Bildhauer, 1674–1744
- Wilhelm Vita, Maler, 1846–1919
- Bernhard Vogel, Maler und Grafiker, * 1961
- Uli Vonbank-Schedler Bildende Künstlerin, Kuratorin und Kulturarbeiterin, * 1961
- Walter Vopava, Maler, * 1948
- Leopold Heinrich Vöscher, Maler, 1830–1877

## W
- Uta Belina Waeger, Malerin, Objekt- und Installationskünstlerin, * 1966
- Otto Wagner, Architekt, 1841–1918
- Alfons Walde, Maler, 1891–1958
- Ferdinand Georg Waldmüller, Maler, 1793–1865
- Wolfgang Wallner, Bildhauer, 1884–1964
- Manfred Weber-Wien, Maler, * 1969
- Peter Weibel, Medienkünstler, Medientheoretiker, 1944–2023
- Georg Weikert, Maler, 1743–1745
- Max Weiler, Maler, 1910–2001
- Lois Weinberger, Künstler, 1947–2020
- Franz Weiss, Maler und Bildhauer, 1921–2014
- Franz West, Bildhauer, 1947–2012
- Johann Weyringer, Maler, Bildhauer, Architekt, * 1949
- Alfred Wickenburg, Maler, 1885–1978
- Oskar Wiedenhofer, Maler, 1889–1987
- Peppino Wieternik, Maler, 1919–1979
- Charles Wilda, Maler, 1854–1907
- Bruno Wildbach, Maler, 1964
- Konrad Winter, Künstler, * 1963
- Leonard Wintorowski, Maler, 1875–1927
- Olga Wisinger-Florian, Malerin, 1844–1926
- Franz Wolf, Maler, Grafiker, * 1954
- Franz Xaver Wolf, Maler, 1896–1990
- Leo Wollner, Textildesigner, 1925–1995
- Fritz Wotruba, Bildhauer, 1907–1975
- Erwin Wurm, Objekt- und Medienkünstler, * 1954

## X
Helmut Xö, akademischer Bildhauer, Grafiker, Keramiker, 1960

## Y
- Franz Yang-Mocnik, bildender Künstler, * 1951
- Grete Yppen, Malerin, 1917–2008

## Z
- Franziska Zach, Malerin, Grafikerin, Emaileurin, Freskokünstlerin, 1900–1930
- Anton Zampis, Karikaturist, 1820–1883
- Franz Zadrazil, Maler, 1942–2005
- Cari Zalloni, Designer und Maler, 1937–2012
- Franz Anton von Zauner, Bildhauer, 1746–1822
- Ernst Zdrahal, Maler, Grafiker und Illustrator, * 1944
- Johanes Zechner, Maler, * 1953
- Rudolf von Zeileissen, Maler, 1897–1970
- Otto Zeiller, Maler und Grafiker, 1913–1988
- Franz Zeller von Zellenberg, Maler, 1805–1876
- Josef Zenzmaier, Bildhauer, 1933–2023
- Josef Ziegler, Maler, 1785–1852
- Alfred Zierler, Medailleur, 1933–2024
- Robert Zinner, Berg- und Landschaftsmaler, Grafiker 1904–1988
- Otto Zitko, Maler, * 1959
- Heimo Zobernig, bildender Künstler, * 1958
- Helmut Zobl, Medailleur, * 1941
- Franz von Zülow, Maler und Grafiker, 1883–1963

## Ranking
- Ranking(s) dieser und anderer Künstler der Firma ArtFacts.Net